# Розетка (расположение листьев)
Розе́тка (лат. rosula) — расположение листьев у некоторых растений, когда стебель бывает настолько укороченным, а листья располагаются на нём так близко друг к другу, что междоузлия почти совершенно не развиваются или только едва заметны. Черешки листьев в этом случае также бывают слабо развиты. Такое расположение листьев розеткой наблюдается у одуванчика (Taraxacum officinale), маргаритки (Bellis perennis), росянки (Drosera) и др. Особенно часто розетка встречаются у представителей семейства Астровые (Asteraceae).
Ботаники выделяют прикорневые розетки (подорожник (Plantago), пастушья сумка), приземные розетки (у луковичных растений) и реже верхушечные розетки (ветреница (Anemone), седмичник (Trientalis)).
У одуванчика, маргаритки и росянки стебель обнаруживается только во время цветения в виде длинной безлистной стрелки, несущей на своей верхушке цветки. Стрелка представляет собой одно длинное междоузлие, а потому на ней и нет листьев.
У некоторых растений, как, например, у капустных (Brassicaceae), только нижние листья бывают собраны в розетку, а выше на том же стебле междоузлия становятся длиннее, в силу чего верхние листья оказываются раздвинутыми. Примером последнего может служить Пастушья сумка (Capsella bursa-pastoris) и некоторые другие капустные.
Розеточеое расположение листьев и слабое развитие стебля зависят от тех внешних условий, в которых развивается растение. Так, листья бывают особенно часто собраны в розетку у растений высокогорья (альпийская флора) и реже на равнинах, в основном в умеренном и холодном климате, где это помогает многолетним растениям пережить зиму. В засушливых областях, где более компактная форма помогает уменьшить испарение и экономить воду, розеточные растения также широко распространены.